# Złotorost wieloowocnikowy

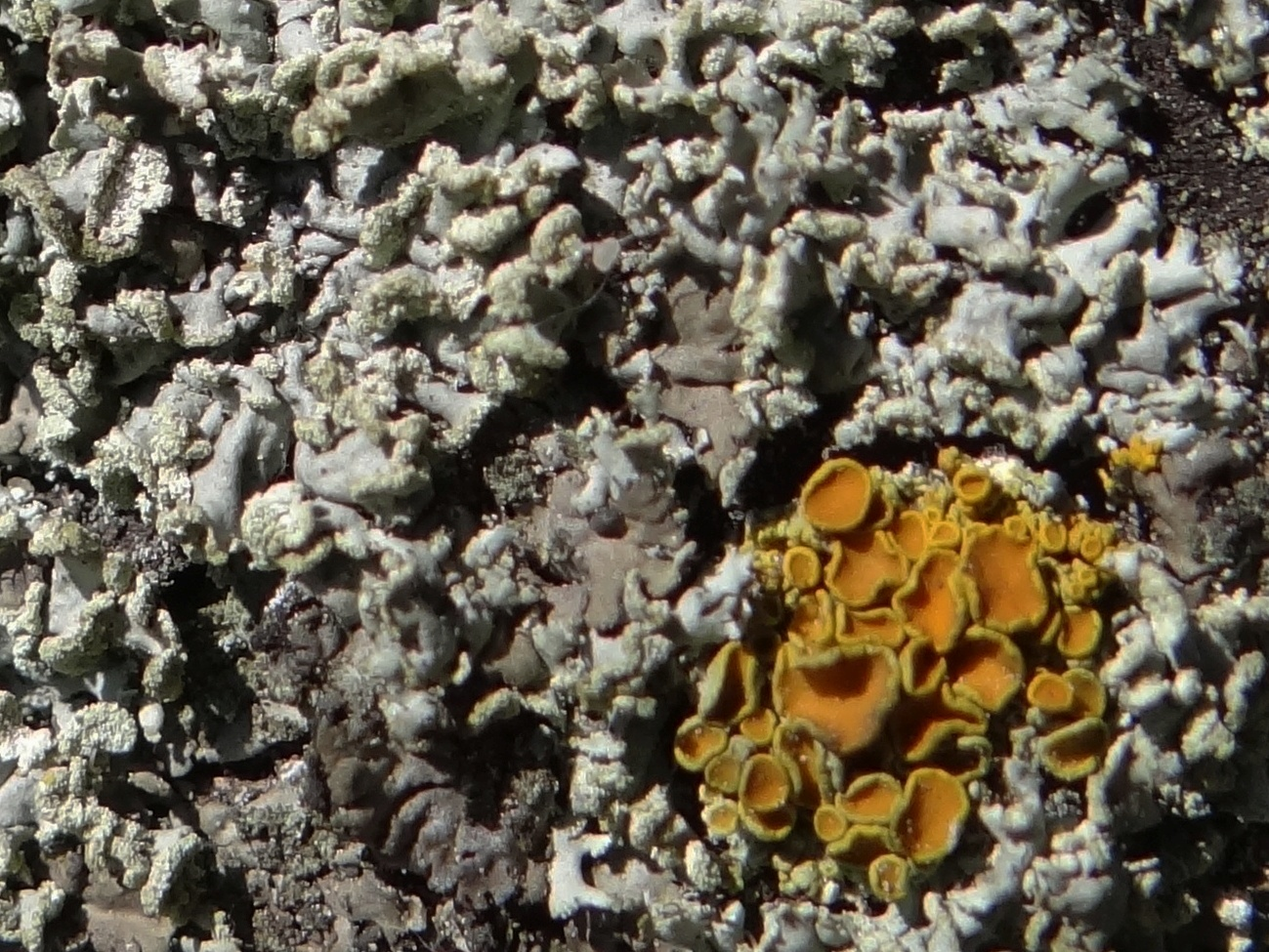
Złotorost wieloowocnikowy i obrost zmienny

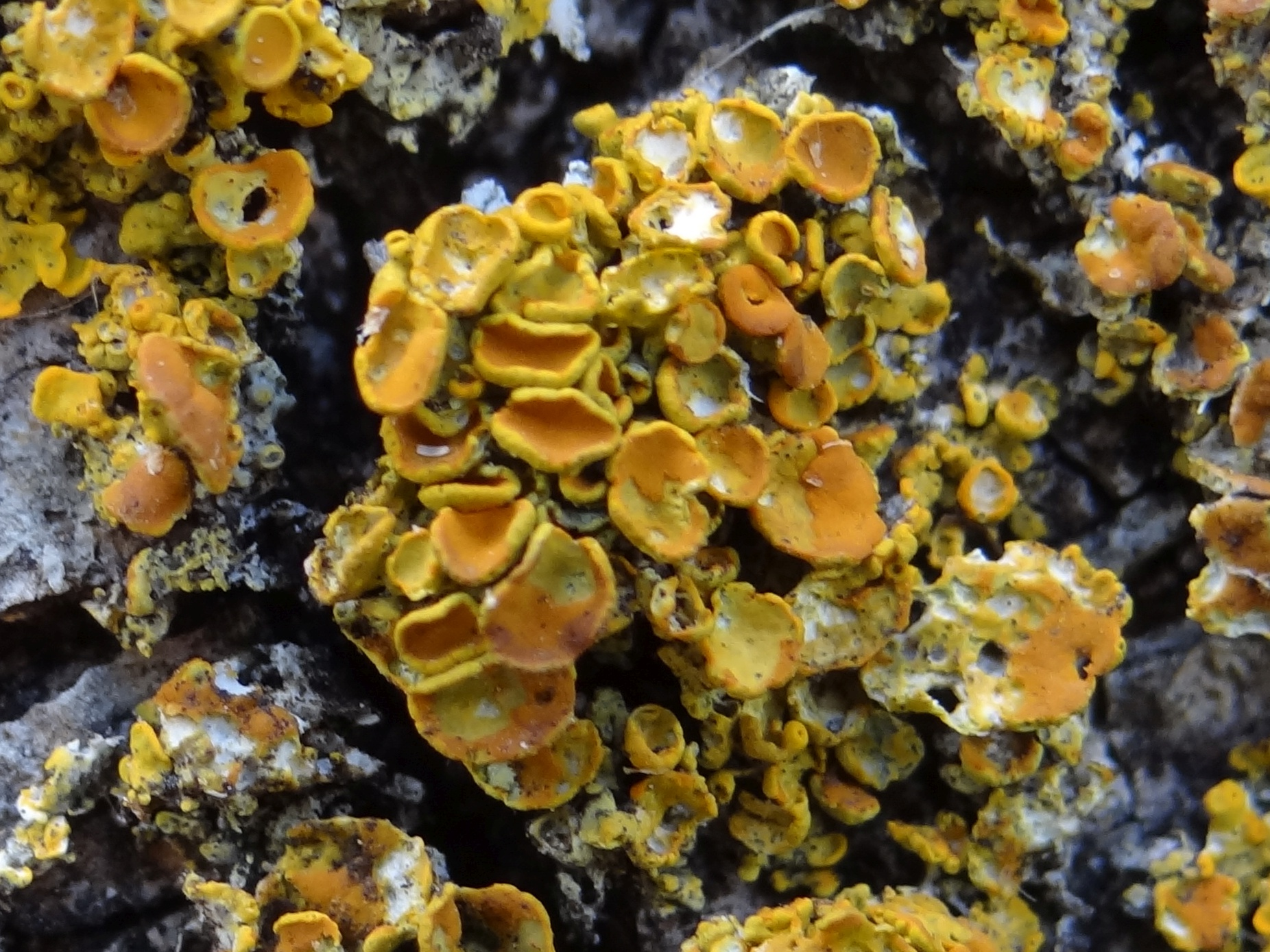

Złotorost wieloowocnikowy (Polycauliona polycarpa (Hoffm.) Frödén, Arup & Søchting) – gatunek grzybów z rodziny złotorostowatych (Teloschistaceae). Ze względu na symbiozę z glonami zaliczany jest do porostów.

## Systematyka i nazewnictwo
Pozycja w klasyfikacji według Index Fungorum: Polycauliona, Teloschistaceae, Teloschistales, Lecanoromycetidae, Lecanoromycetes, Pezizomycotina, Ascomycota, Fungi.
Po raz pierwszy takson ten zdiagnozował w roku 1796 George Franz Hoffmann, nadając mu nazwę Lobaria polycarpa. Obecną, uznaną przez Index Fungorum nazwę nadali mu w 2013 r. Frödén, Arup i Søchting. Nazwa polska jest niespójna z nazwą naukową.
Ma 26 Ssynonimów. Niektóre z nich:

- Lecanora candelaria var. polycarpa (Hoffm.) Ach. 1810
- Lichen polycarpus (Hoffm.) Ehrh. 1799
- Lobaria polycarpa Hoffm. 1796
- Massjukiella polycarpa (Hoffm.) S.Y. Kondr., Fedorenko, S. Stenroos, Kärnefelt, Elix, Hur & A. Thell 2012
- Parmelia polycarpa (Hoffm.) Spreng. 1820
- Physcia parietina var. polycarpa (Hoffm.) A. Massal. 1852
- Physcia polycarpa (Hoffm.) Linds. 1869
- Placodium polycarpum (Hoffm.) Frege 1812
- Psoroma polycarpum (Hoffm.) Gray 1821
- Teloschistes polycarpus (Hoffm.) Tuck. 1882
- Xanthoria polycarpa (Hoffm.) H. Olivier 1894
- Xanthoria polycarpa (Hoffm.) Rieber 1891[3].

Nazwa polska według W. Fałtynowicza.

## Morfologia
Tworzy listkowatą plechę z glonami protokokkoidalnymi. Plecha najczęściej jest poduszeczkowata, czasami nieregularna lub rozetkowata i niewielka – o średnicy 0,5–2 cm. Jest głęboko wcinana, a jej wcinane lub słabo karbowane odcinki są krótkie i wąskie, płaskie lub nieco wypukłe i mają szerokość do,5 mm. Na obwodzie plechy ściśle przylegają do podłoża, podnoszą się natomiast w środkowej jej części. Górna powierzchnia plechy w miejscach nasłonecznionych ma barwę od intensywnie żółtej do żółtopomarańczowej, w miejscach zacienionych jest żółtozielona lub żółtoszara. dolna jest biaława lub żółtawa. Jasne chwytniki są nieliczne. Reakcje barwne: górna powierzchnia: K + fioletowy, C –, KC –.
Bardzo licznie występują owocniki typu apotecjum lekanorowego, często są wręcz stłoczone. Są siedzące, lub wyrastają na krótkich trzoneczkach. W stosunku do niewielkiej plechy są duże – mają średnicę do 4,5 mm, tarczkę pomarańczową, a brzeżek plechowy trwały i gładki, czasami tylko karbowany. Epihymenium jest brązowe i ma grubość około 10 μm. Hymenium ma grubość 40-9- μm i w dolnej części jest bezbarwne. Hypotecjum jest bezbarwne lub jasnobrązowe i ma grubość 15–50 μm. Występują cylindryczne, proste lub nieco rozgałęzione wstawki z przegrodami. W jednym maczugowatego kształtu worku powstaje po 8 bezbarwnych askospor. Są dwukomórkowe, mają przegrodę o średnicy 2–6,5 μm i rozmiar 11-15× 5–8 μm. Zanurzone w plesze pyknidy mają taka samą barwę jak plecha, lub są nieco ciemniejsze. Powstają w nich elipsoidalne pykniospory o rozmiarach 2-3× 1–1,5 μm.
Jako metabolity wtórne wytwarza głównie parietynę, ponadto fallacinal, emodiny, teloschistin i kwas parietynowy.

## Występowanie i siedlisko
Na półkuli północnej jest szeroko rozprzestrzeniony, występuje tutaj na wszystkich kontynentach oraz w Islandii. Na półkuli południowej podano jego występowanie tylko w Andach, w Afryce Zachodniej i Nowej Zelandii. W Polsce jest pospolity na terenie całego kraju. Rośnie głównie na korze drzew, liściastych, rzadziej na korze drzew iglastych i na skałach.

## Gatunki podobne
Charakterystyczna dla złotorostu wieloowocnikowego jest poduszeczkowata i drobna plecha, krótkie, wąskie i wypukłe odcinki tej plechy oraz duża liczba owocników w stosunku do wielkości plechy. Podobny złotorost ścienny (Xanthoria parietina) ma plechę większą, a owocniki mniejsze i nie tak liczne.